# Минуф
Мину́ф (копт. Ⲟⲛⲟⲩϥⲉ) — город на севере Египта, в юго-западной части дельты Нила, относится к мухафазе (провинции) Минуфия. Население — 87842 человека (2006).
Железнодорожная ветка до Танты протяжённостью 42 км. Расстояние от Каира — 86 км.
Губернаторство Минуфия обязана своим названием этому городу, который был его административным центром до 1826 года, когда Мухаммед Али издал указ о переносе центра провинции в Шибин-эль-Ком.

## Персоналии
- Умер Мехмед Джемаледдин Эфенди (1848—1919) — шейх аль-ислам Османской империи (1891—1909 и 1912—1913).